# Lin Gengxin
Lin Gengxin (Chino: 林更新, pinyin: Lín Gēngxīn) también conocido como Kenny Lin, es un actor y cantante chino.

## Biografía
Se graduó del "Shanghai Theatre Academy".
Es buen amigo del actor chino Mark Chao.

## Carrera
Desde el 2013 es miembro de la agencia "Lin Gengxin Studio", previamente formó parte de la agencia "Tangren Media" del 2010 al 2012.
El 28 de septiembre de 2011 se unió al elenco principal de la serie Scarlet Heart donde dio vida a Yinti, el decimocuarto Príncipe Xun, un hombre sincero, franco y leal que se preocupa por sus hermanos y es el hijo favorito de la Consorte De.
En julio del 2012 se unió al elenco principal de la serie Xuan-Yuan Sword: Scar of Sky donde interpretó a Zhang Lie, el Rey de la Tribu del Norte de Ta Ba, un hombre valiente cuya ambición es la de derrocar a la cruel y bárbara Dinastía Sui para proteger a su tribu.
En 2013 se unió al elenco de la película Young Detective Dee: Rise of the Sea Dragon (狄仁杰之神都龙王) donde interpretó a Shatuo Zhong, Shatuo Zhong, un médico de la prisión y el aprendiz del Doctor Imperial Wang (Chen Kun), que utiliza sus habilidades médicas para ayudar al detective Dee Renjie (Mark Chao) a investigar el caso que investiga.
El 3 de abril de 2016 se unió al elenco principal de la serie God of War, Zhao Yun donde dio vida al general militar Zhao Zilong, hasta el final de la serie el 7 de mayo del mismo año. El actor Huang Tianqi interpretó a Zilong de pequeño.
El 7 de mayo del mismo año apareció por primera vez como invitado en el programa Happy Camp donde participó durante el episodio "The Legendary Four VS The Four Girls" junto a Ma Tianyu, Ruby Lin y Yoona. Posteriormente apareció por segunda vez el 21 de enero de 2017 junto a Wu Yifan, Lin Yun, Wang Likun y Bao Bei'er.
El 5 de junio del mismo año se unió al elenco principal de la serie Princess Agents donde interpretó al inteligente pero serio Yuwen Yue, el cuarto maestro de la Mansión Yuwen, hasta el final de la serie el 1 de agosto del mismo año.
En diciembre del mismo año se unió al elenco principal de la película Sword Master donde dio vida a Hsieh Shao-Feng.
Ese mismo mes se unió al elenco de la película The Great Wall donde interpretó al Comandante Chen, el Jefe de la Tropa Águila.
El 27 de julio de 2018 volvió a dar vida a Shatuo Zhong en la película Detective Dee: The Four Heavenly Kings, la cual es la secuela de la película "Young Detective Dee: Rise of the Sea Dragon" estrenada en el 2013.
En el 2020 se unirá al elenco principal de la serie Lost and Love (最初的相遇，最后的别离, también conocida como "To Love") donde interpretará a Yan Jin, un oficial encubierto de narcóticos que se enamora mientras está en un caso complicado.
En el 2021 se unirá al elenco principal de la serie My Bargain Queen donde dará vida a Sheng Zhening.

## Filmografía

### Series de televisión
| Año             | Título                       | Personaje          | Notas        |
| --------------- | ---------------------------- | ------------------ | ------------ |
| 2022 - presente | The Golden Hairpin           | Príncipe Li Shubai | [ 9 ]        |
| 2021 - presente | My Bargain Queen             | Sheng Zhening      |              |
| 2020            | Lost and Love (To Love)      | Yan Jin            | 40 episodios |
| 2017            | Princess Agents              | Yuwen Yue          | 58 episodios |
| 2016            | God of War, Zhao Yun         | Zhao Zilong        | 60 episodios |
| 2013            | Dancing Legend               | Príncipe Shu Nanda |              |
| 2012            | Drama Go! Go! Go!            | Tong Shaotian      |              |
| 2012            | Xuan-Yuan Sword: Scar of Sky | Rey Zhang Lie      |              |
| 2011            | Scarlet Heart                | Príncipe Yinti     |              |
| 2009            | Because of Love              | -                  |              |

### Películas
| Año  | Título                                      | Personaje               | Notas                                                                                     |
| ---- | ------------------------------------------- | ----------------------- | ----------------------------------------------------------------------------------------- |
| 2021 | 1921                                        | -                       | junto a Huang Xuan, Ni Ni, Liu Haoran y Wang Renjun                                       |
| 2018 | Detective Dee: The Four Heavenly Kings      | Shatuo Zhong            | junto a Mark Chao, Feng Shaofeng, Carina Lau, Ethan Juan y Ma Sichun                      |
| 2018 | The Lost Town                               | -                       | junto a Zhao Liying4                                                                      |
| 2018 | Bringing Joy Home                           | -                       | junto a Deng Chao, Zhang Yishan y Zhou Dongyu                                             |
| 2017 | Journey to the West: The Demons Strike Back | Sun Wukong              | junto a Kris Wu, Yao Chen, Lin Yun, Yang Yiwei, Mengke Bateer y Wang Likun                |
| 2017 | Is There No End                             | -                       | junto a Fan Wei, Alyssa Chia, Liu Junhao, Mike Sui, Joker Xue y Song Yang                 |
| 2017 | What A Day!                                 | Xiao Xin                | (cameo)                                                                                   |
| 2016 | The Great Wall                              | General Chen            | junto a Matt Damon, Jing Tian, Andy Lau, Willem Dafoe, Pedro Pascal, Lu Han y Cheney Chen |
| 2016 | Sword Master                                | Hsieh Shaofeng / Ah Chi | junto a Peter Ho, Jiang Yiyan, Jiang Mengjie, Norman Chiu y Pau Heiching                  |
| 2016 | For a Few Bullets                           | Xiao Zhuang             | junto a Zhang Jingchu, Tengger, Liu Xiaoqing, Vivian Dawson y Kenneth Tsang               |
| 2016 | Yesterday Once More                         | -                       | junto a Bai Jingting, Guo Shutong, Li Hongyi y Guansen Ding                               |
| 2015 | Jian Bing Man                               | Lin Gengxin             | junto a Yuan Shanshan, Da Peng, Deng Chao y Jean-Claude Van Damme - (cameo)               |
| 2015 | I Am Somebody                               | -                       | junto a Wan Guopeng, Wang Ting, Shen Kai, Xu Xiaoqin y Lin Chen                           |
| 2014 | The Taking of Tiger Mountain                | Shao Jianbo             | junto a Zhang Hanyu, Tony Leung Ka-fai, Chen Xiao, Yu Nan, Tong Liya y Han Geng           |
| 2014 | Black & White: The Dawn of Justice          | Chen Zhen               | junto a Mark Chao, Janine Chang, Gulnazar, Xiu Jiekai y Terri Kwan                        |
| 2014 | My Old Classmate                            | Lin Yi                  | junto a Zhou Dongyu, Mike Sui, John Bueno, Wang Xiaokun y Gong Geer                       |
| 2014 | Just Another Margin                         | Lin Geng Xin (Leopard)  | junto a Sun Li, Ronald Cheng, Ekin Cheng, Ivy Chen y Hu Ge - (cameo)                      |
| 2013 | Young Detective Dee: Rise of the Sea Dragon | Shatuo Zhong            | junto a Mark Chao, Feng Shaofeng, Kim Bum, Angelababy y Carina Lau                        |
| 2011 | The Blue Cornflower                         | Nan Haitian             |                                                                                           |
| 2011 | Royal Tramp                                 | Oboi                    | junto a Hu Ge, Nicky Wu, Liu Shishi y Annie Liu                                           |
| 2009 | The Immemorial Magic                        | Tong Xing               |                                                                                           |

### Programas de variedades
| Año                  | Programa                      | Notas                                                |
| -------------------- | ----------------------------- | ---------------------------------------------------- |
| 2021                 | Ace vs Ace S6                 | invitado                                             |
| 2018                 | Who's the Keyman?             | (ep. 11) - invitado                                  |
| 2018                 | Clash Bots                    | miembro                                              |
| 2011-2013, 2016-2018 | Happy Camp                    | 11 episodios - invitado                              |
| 2017                 | The King of Kanone            | miembro                                              |
| 2017                 | Go, Fighting!                 | (ep. 3.04) - invitado                                |
| 2017                 | Three Yard                    | miembro                                              |
| 2017                 | Let Go Of My Baby: Season 2   | miembro                                              |
| 2016, 2017           | Ace vs Ace                    | 2 episodios (1.01, 1.06) - invitado                  |
| 2016                 | Go Wardrobe (拜托了衣橱)      | invitado                                             |
| 2016                 | Challenger Alliance: Season 2 | invitado                                             |
| 2016                 | Beat the Champions            | invitado                                             |
| 2016                 | Date                          | invitado                                             |
| 2015                 | Challenger Alliance: Season 1 | miembro y presentador                                |
| 2015                 | X-space                       | invitado                                             |
| 2014, 2015, 2016     | Hurry Up, Brother             | 5 episodios - (ep. 1.03-1.05, 2.04, 4.03) - invitado |

### Revistas / sesiones fotográficas
| Año  | Título | Notas |
| ---- | ------ | ----- |
| 2020 | HLA    |       |

### Endorsos / Anuncios
| Año  | Título | Notas |
| ---- | ------ | ----- |
| 2020 | HLA    |       |

### Eventos
| Año  | Título                                    | Notas                          |
| ---- | ----------------------------------------- | ------------------------------ |
| 2020 | La Roche Posay Event                      | en Beijing                     |
| 2019 | HLA Event                                 | en Shanghái - junto a Wan Qian |
| 2019 | "Game for Peace" Mobile Gaming Tournament |                                |

## Discografía

### Singles
| Año  | Canción                          | Álbum                                                | Notas            |
| ---- | -------------------------------- | ---------------------------------------------------- | ---------------- |
| 2017 | "Love In A Life Time" (一生所爱) | OST de "Journey to the West: The Demons Strike Back" | junto a Yao Chen |

## Premios y nominaciones
| Año  | Categoría                                                             | Premio                                        | Trabajo              | Resultado |
| ---- | --------------------------------------------------------------------- | --------------------------------------------- | -------------------- | --------- |
| 2015 | Global Tourism Industry Congress Fusion Seminars (junto a Im Yoon-ah) | Global Luxury Award                           | God of War, Zhao Yun | Ganaron   |
| 2014 | Most Popular Actor                                                    | 11th Guangzhou Student Film Festival          | My Old Classmate     | Ganó      |
| 2014 | Best New Actor                                                        | 9th Chinese Young Generation Film Forum Award | My Old Classmate     | Ganó      |